# Metrisches Karat
Das metrische Karat ist eine Maßeinheit für die Masse von Edelsteinen. 1 metrisches Karat = 0,2 g = 200 mg.
Das metrische Karat ist keine SI-Einheit, aber in den Staaten der EU und der Schweiz eine gesetzliche Einheit. Es wird auch in der DIN 1301-1 beschrieben. Das Karat hat in Deutschland kein gesetzliches Einheitenzeichen, üblich ist das Zeichen „Kt“. Im schweizerischen Bundesgesetz über das Messwesen ist „ct“ als Einheitenzeichen festgelegt.

## Etymologie
Das Karat ist ein Lehnwort nach dem französischen le carat aus mittellateinisch carratus. Dieses entstand über das arabische قيراط / qīrāṭ aus dem altgriechischen κεράτιον kerátion (Diminutiv von κέρας kéras „Horn“), da die Frucht (Hülse) des Johannisbrotbaumes hörnchenförmig ist. Die Samen dieser Früchte wurden früher oftmals als Gewichte eingesetzt.

## Geschichte

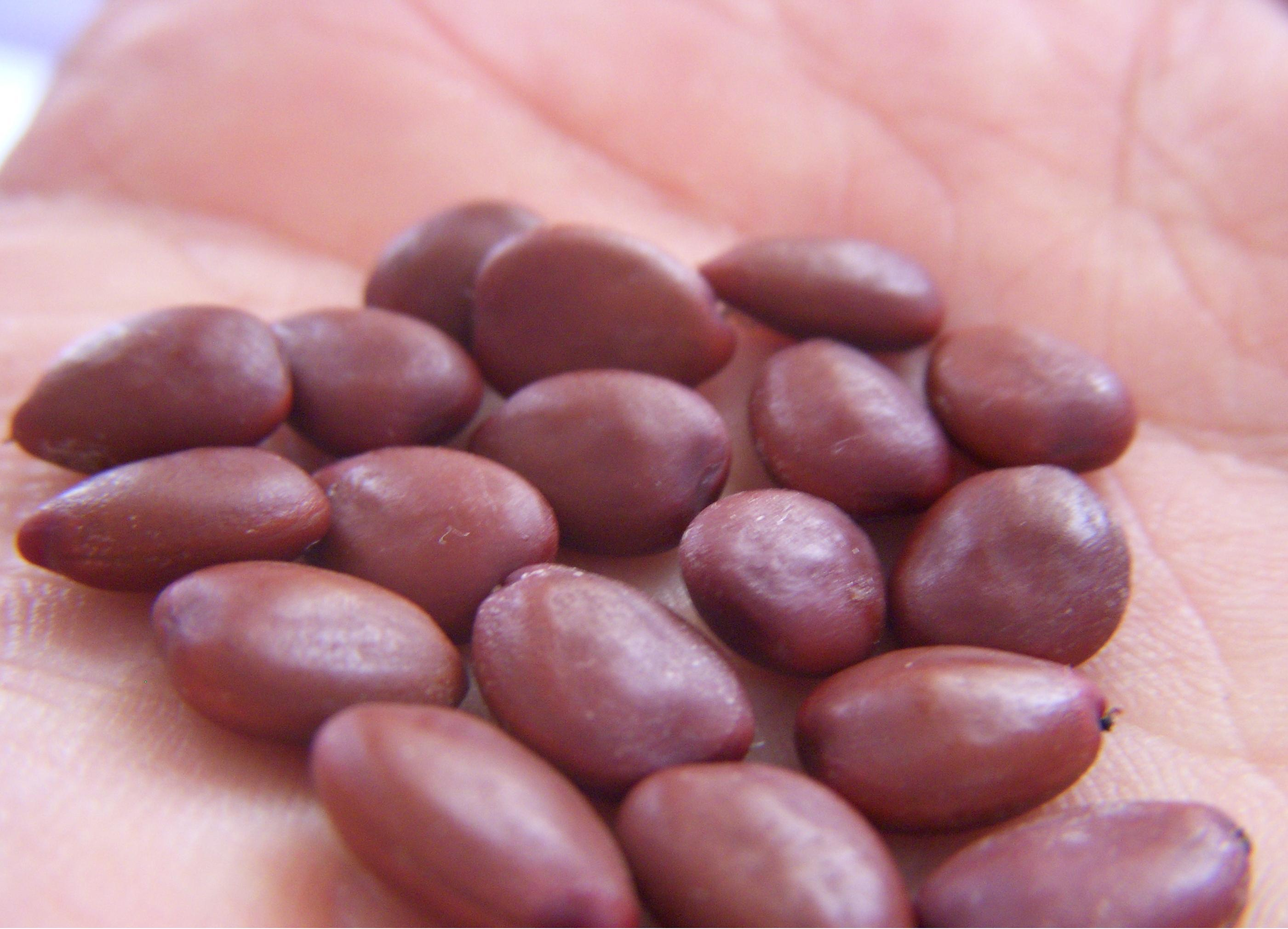
Samenkörner des Johannisbrotbaums

Ursprünglich war das Karat das Gewicht eines getrockneten Samenkorns des Johannisbrotbaumes (Ceratonia siliqua). Angeblich geschah dies aufgrund ihrer einheitlichen Größe und des einheitlichen Gewichts von im Durchschnitt 0,2 g. Eine Untersuchung aus dem Jahr 2006 widerlegt jedoch diese Einheitlichkeit dieser Samen. Nach der Studie streut die Samenmasse ebenso wie die anderer Samen im Bereich von 25 %, wohingegen verschiedene weltweite Karat-Angaben sich nur um 5 % unterschieden. Probanden hätten jedoch die Fähigkeit gehabt, Gewichtsunterschiede zweier Samen von 5 % zu erkennen, weshalb man vermutet, dass neben dem Samen als Gewichtseinheit auch die menschliche Fähigkeit, deren Einheitlichkeit zu beurteilen, eine Rolle gespielt habe.
Im Mittelalter entsprach ein Karat dem Gewicht von drei Gersten- oder vier Weizenkörnern.
Bis zum Beginn des 20. Jahrhunderts war das Karat von Land zu Land unterschiedlich definiert. Um Einheitlichkeit zu schaffen und einen „glatten“ Wert in Gramm zu bekommen, wurde 1907 das metrische Karat (Carat métrique) mit seinem heutigen Wert definiert.